# 朱華堞
楚王朱華堞（1571年—1649年），明朝第十一代楚王，恭王朱英㷿的兒子。他在隆武二年（1646年）四月由魯王朱以海受封新安王，同年八月嗣封楚王。他在位三年。永曆三年（1649年）六月朱華堞鬱憤自剄，去世。不久其弟朱華廛就於同年七月嗣位。

## 家庭

### 高祖父
楚靖王朱均鈋

### 曾祖父
楚端王朱榮㳦

### 祖父
楚愍王朱顯榕

### 伯父
大伯：朱英燿

### 父
楚恭王朱英㷿

### 兄弟
- 嫡長兄：楚定王朱華奎
- 嫡二兄：楚貞王朱華壁
- 庶四弟：楚王朱華廛

| 無 原因：明政府封之   | 明新安國國王 1646年       | 無 原因：襲封楚國，封國廢除 |
| 前任者： 兄貞王朱華壁 | 明楚國國王 1646年－1649年 | 繼任： 弟朱華廛             |